# 安匠站
安匠站，是京哈高速线京沈段的一座车站，位于河北省承德市承德县鞍匠镇境內，2021年1月22日随京哈高速线京承段开通运营。